# Troițele din Șchei
Troițele sunt cruci din lemn sau din piatră, cu diferite inscripții, sculpturi, icoane, multe dintre ele fiind adăpostite în chioșcuri din lemn sau din cărămidă, prevăzute cu fereastre și o ușă de vizitare. Acestea seamănă cu un mic altar cu cruce, icoane de sfinți, mănunchiuri de flori, busuioc și candele. Potrivit credinței populare, troițele se construiau la intersecțiile drumurilor, pentru a alunga răul.
În Șcheii Brașovului sunt peste șaizeci de troițe, mărturii ale tradiției ortodoxe a locuitorilor, reprezentând totodată o formă de credință și rezistență împotriva convertirii la alte religii.

## Istoric
Aceste troițe se găsesc pretutindeni în Șchei, reminiscențe ale vremurilor când nu existau biserici și oamenii trebuiau să se închine sub cerul liber, unicului simbol religios mai lesne de construit. Obiceiul s-a păstrat și după ce a fost construită biserica Sf. Nicolae, șcheienii continuând să ridice cruci peste tot, semne pioase ale unor puternice sentimente religioase.
Nicolae Iorga a scris că „Pe timpurile mai vechi… până și bisericile de lemn erau foarte rare. Atunci, în jurul unei astfel de cruci se făcea toată slujba. Ea înlocuia biserica, o rezuma în ce avea mai caracteristic”..
Troițele erau ridicate de cetățeni de vază ai locului: preoți, negustori și membri ai familiilor înstărite. Scopul troiței este mărturisit în majoritatea inscripțiilor făcute în grafie chirilică sau latină, ele fiind ridicate spre pomenire divină veșnică. Aceasta făcea ca atunci când dispărea o troiță, prin vechime sau deteriorare, pe locul acesteia să fie ridicată alta, preluând de obicei datele informative ale precedentei troițe.
Prima atestare documentară a unui astfel de lăcaș de cult datează de la anul 1292 și este confirmată de „Crucea din Cutun”, păstrată în cimitirul bisericii Sf. Treime din Cetate.

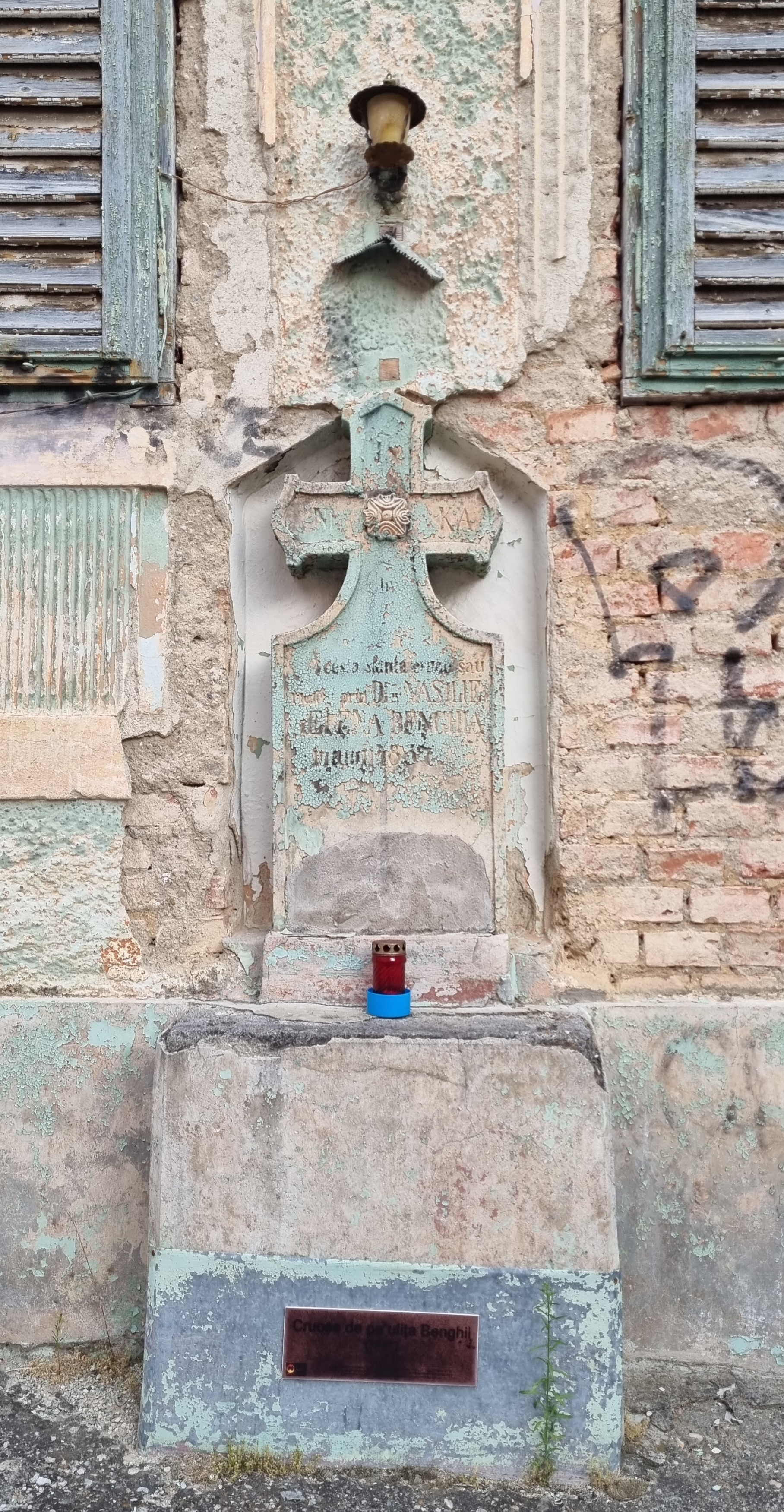
Cruce în zidul unei case din Șchei (Crucea Benghii)

Astăzi cele peste 60 de troițe, așezate la întâlnirea tuturor străzilor și drumurilor exterioare din Șchei, sunt mărturia tradiției creștine a orașului.
În epocă medievală ele căpătau și o conotație național-patriotică, care deranja autoritățile vremii, generând interdicții și chiar distrugerea lor prin decrete oficiale.
Locul de amplasare al troițelor era divers. Cele mai multe se găsesc la intersecțiile drumurilor interioare ale așezării, apoi la ieșirea din Șchei spre orice direcție. Altele se află în curțile sau zidurile unor case, ori într-un spațiu special amenajat, cum este cazul troițelor ridicate de juni, pe locul unde își țineau maialurile. Materialul de construcție este de asemenea divers. În perioada bisericuțelor de lemn, atât troița cât și capela ei erau făcute tot din lemn, cum este cea din anul 1292. Apoi, troițele au început să fie construite din piatră, dar adăpostite în capele din lemn, ca mai târziu atât troița cât și capela să fie construite din piatră.
Fiecare troiță are legenda ei, și poartă un nume după cei care au construit-o sau au renovat-o, ori după locul și motivul construirii ei.
Troițele au fost ridicate cu aceeași credință cu care se ridica o biserică și de multe ori în spațiul sau în apropierea capelei care adăpostea troița se făceau diferite slujbe religioase. 
Din păcate, datorită mai ales gradului avansat de deteriorare al inscripțiilor, cauzat și de unele încercări de restaurare din partea unor cetățeni de bună credință dar necunoscători ai grafiei chirilice, anul ridicării troiței, care era așezat în finalul textului, a dispărut în multe cazuri prin strămutarea troiței sau prin putrezirea ei (în cazul celor din lemn).
De asemenea, tradiția ridicării de troițe în Șchei fiind îndepărtată în timp, multe dintre acestea au dispărut, fie datorită neglijenței și ignoranței, de-a lungul timpului, iar altele au căzut victimă conflictelor cu autoritățile vremii. Multe dintre troițele, astăzi dispărute, mai sunt confirmate doar de cronici sau alte documentele de epocă.

## Troițe

### Troița din Cutun
Troița din Cutun este cea mai veche troiță păstrată, conform informației din multe cronici locale ale timpului: „La anul de la Hristos 1292 și-au făcut o cruce de lemn în Șchei, acoperită cu șindrilă... în locul căreia s-a ridicat apoi bisericuța din lemn”.
Ridicată la poalele Tâmpei, la terminarea străzii Curcanilor (stradă numită în trecut și „Drumul carelor”, având o lungime de peste 1350 m), crucea din Cutun este făcută din lemn de stejar foarte tare. Expertizele au confirmat o vechime a lemnului de peste șase secole. Pe ea sunt pictate scene biblice, fiind vizibile: „Răstignirea”, „Învierea” și „Botezul Domnului”.
Conform istoricului Candid Mușlea „…o candelă simplă era aprinsă sâmbăta seara și în ajunul praznicelor. Modestul monument este adăpostit de ploi, zăpezi, ca și de vitele ce se rătăcesc, păscând pe acolo, de împrejmuirea simplă de scânduri și lați, în formă de căsuță.” În vremurile vechi, când crucea era împrejmuită și acoperită cu șindrilă, Junii Tineri și Junii Curcani făceau aici maialul și diferite petreceri, dar ulterior au renunțat definitiv la această troiță.
Pentru o perioadă crucea a fost neglijată de localnici și distrusă parțial de răuvoitori, astfel că ulterior a fost mutată în cimitirul bisericii Sf. Treime, unde se află și în prezent, purtând o inscripție nouă, conform căreia a fost amplasată acolo prin grija Junilor Curcani.
Crucea este nominalizată ca monument istoric cu cod LMI BV-IV-m-B-11867.

### Troițele căpitanului Ilie Birt

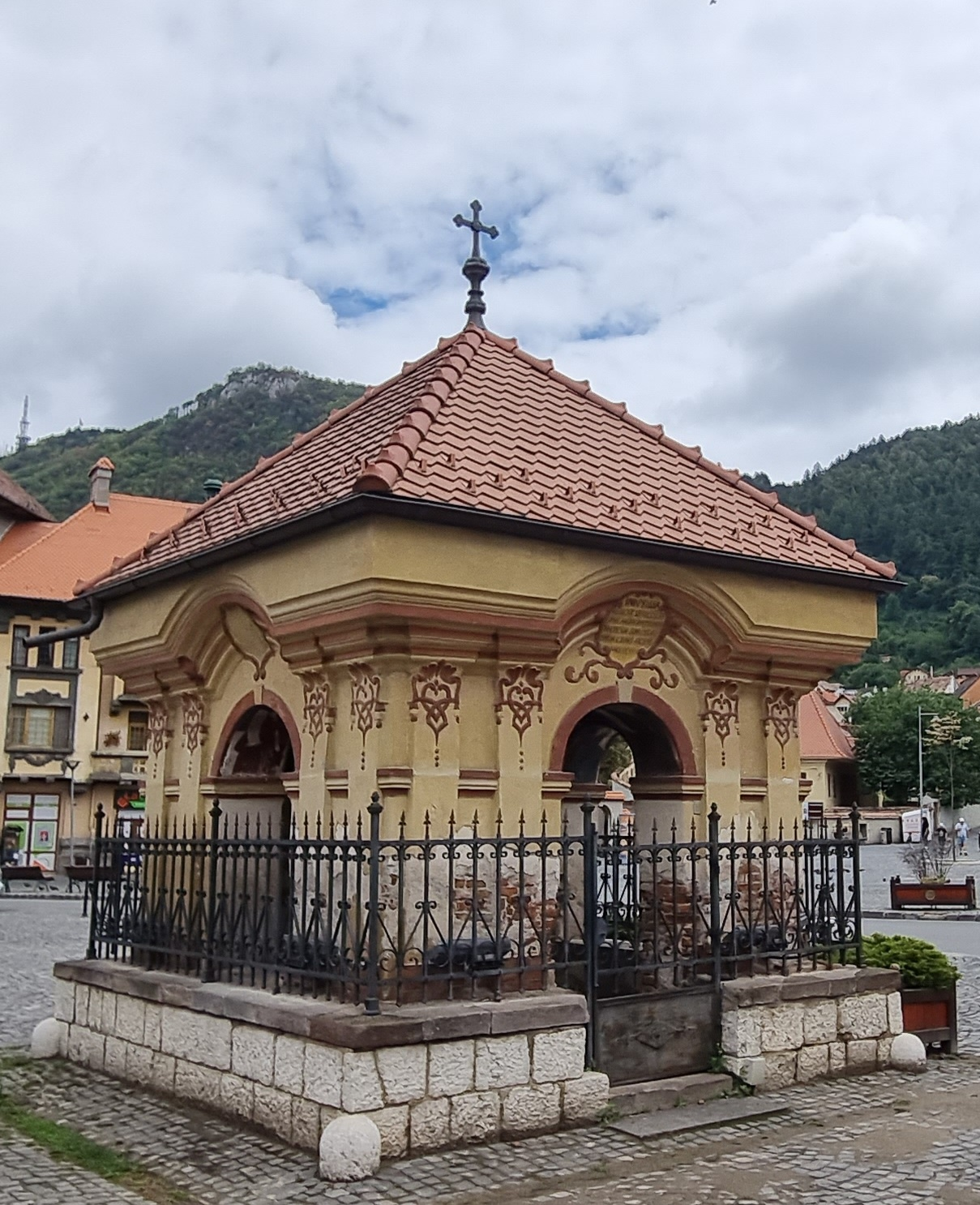
Troiţa căpitanului Ilie Birt din Piața Prundului

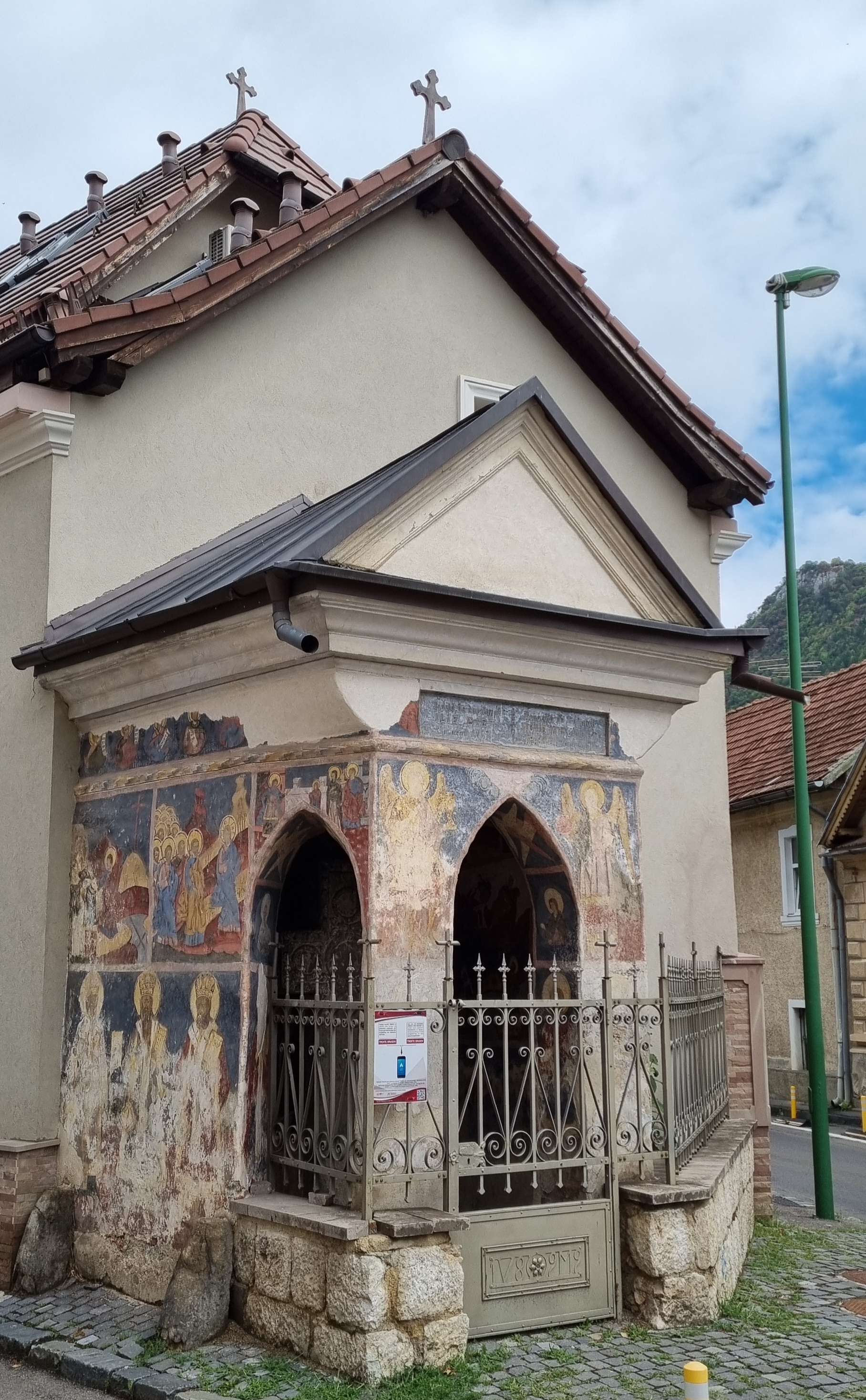
Troiţa căpitanului Ilie Birt de pe Tocile

Dintre troițele ridicate de căpitanul Ilie Birt, astăzi se mai păstrează doar două: prima în Piața Prundului și a doua lângă casa sa, pe strada care-i poartă numele.
Căpitanul Ilie Birt, personalitate recunoscută în Șchei în secolul al XVIII-lea, negustor de vază, unul din ctitorii școlii de piatră din Șchei, a fost căpitan în armata husarilor unde s-a remarcat în luptele cu turcii și delegat permanent al românilor din Șchei la Viena, Budapesta, Cluj apărându-le drepturile istorice de negoț.
Pe fațada nordică a crucii troiței din Piața Prundului este înscris în grafie chirilică: „Cu vrerea tatălui și cu desăvârșirea Duhului Sfant, ridicatu-s-au această sfântă cruce întru cinstirea hramului a Sfintei Troițe cei nedespărțite, în zilele Înălțatului Împăratu K(arol) VI.1738... de robul lui Dumnezeu Căpitan Ilie Birt…” Intervenții ulterioare de consolidare și restaurare au făcut aproape indescifrabile inscripțiile originale. Reparând troița în anul 1780 prin propria cheltuială, Ilie Birt a așeazat o nouă inscripție, de data aceasta în grafie latină, inscripția purtând în locul vulturului bicefal inițial, stema mare a României. Interiorul capelei care adăpostește troița este mult mai bine conservat, zugrăvit în întregime în maniera veacului al XVIII-lea, similar cu paraclisele bisericii Sf. Nicolae. După ce în anul 1886 troița a fost supusă unei noi restaurări, în 1920, pentru protecția ei, s-a realizat actualul grilaj de fier.
Troița este nominalizată ca monument istoric cu cod LMI BV-IV-m-A-11903.
Cea de a doua troiță a fost ridicată de căpitanul Ilie Birt cu 10 ani mai târziu, în 1748, în colțul casei sale, pe locul bifurcării străzilor Pe Tocile și actuala stradă Ilie Birt. Ridicarea ei a stârnit nemulțumirea autorităților, autorizația fiind eliberată după multe conflicte abia în anul 1761. Deși reparată în anii 1830 și 1900, acestei troițe nu i se mai pot citi astăzi inscripțiile, acestea fiind păstrate doar în cronicile vremii. „Cu vrerea Tatălui și cu ajutorul Fiului și cu săvarșirea Sfântului Duh, înălțatu-s-au această sfântă și dumnezeiască cruce în zilele Înălțatei Crăiesei noastre Mariei Terezia, fiind mitropolit Pavel Nenadovici ot (din) Karloviț și gubernator Haler Janos, de dumnealui Căpitan Ilie Birt... martie 5 văleat 1755. Popa Dimitrie”. Ridicarea unei troițe se făcea deci după protocolul ridicării unei biserici în tradiția din Șchei.
Troița este nominalizată ca monument istoric cu cod LMI BV-IV-m-A-11873.

### Crucea din Variște

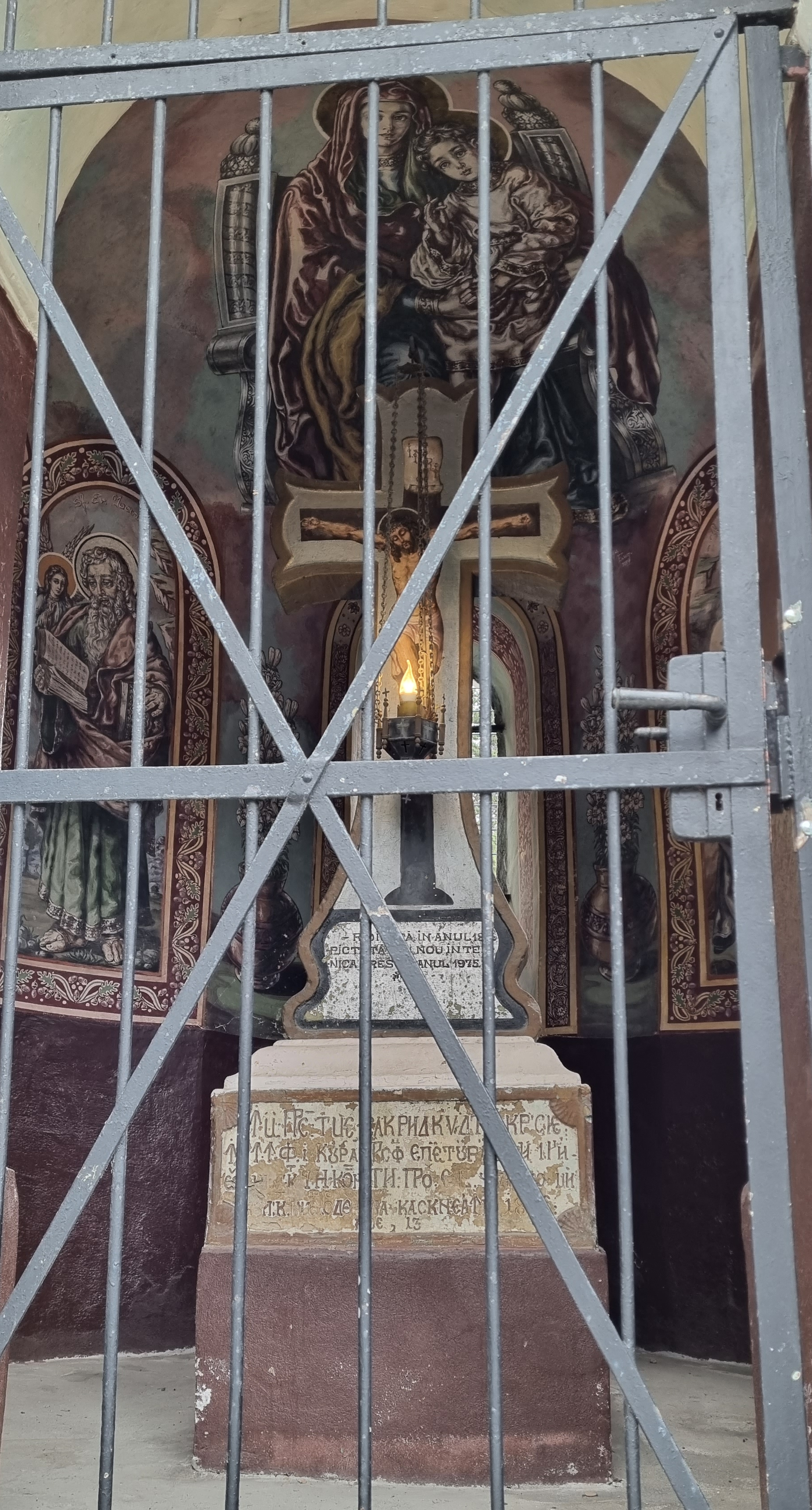
Crucea din Variște

Cunoscută și sub numele de „Crucea din Pajiștea Mare”, Troița din Variște, aflată sub îngrijirea Junilor Bătrâni, poartă și azi inscripția originală, în grafie chirilică, conform căreia „A fost ridicată în anul 1816 noembrie 13, în zilele Înălțatului Împărat Frantz I, cu blagoslovenia preaosfințitului episcop de legea grecească, Vasile Moga, prin osârdia și ajutorul Cinstitului Părinte Voina Pitiș, paroh sf. biserici cei noao și cu ajutorul creștinilor de aicia, care cât s-au îndurat. Noev.13”. Biserica „cea nouă” este biserica „Sfânta Treime” - Pe Tocile, ridicată la 1813 mai întâi din lemn, iar după 1825 din piatră.
Conform inscripților mai recente, troița, care avea odată în fiecare colț ale îngrăditurii câte un tei mare, a fost renovată în anul 1884 și apoi în 1924 de „Societatea Junilor Bătrâni”. Crucea a fost repictată în anul 1974 de Eugen Neagu.
Acesta este locul unde Junii Bătrâni organizează și acum jocurile strămoșești, la care sunt invitați și Junii Tineri, care scot aici fetele la joc.
Troița este nominalizată ca monument istoric cu cod LMI BV-IV-m-B-11863.

### Crucea de „La Bisericuță”
Troița, datând din anul 1945, este cea de-a doua aflată sub îngrijirea Junilor Bătrâni.
Aceasta se află pe drumul spre Pietrele lui Solomon, aproape de fosta cabană „Regele Solomon”, pe o ridicătură de pământ care străjuiește drumul. Numele „La bisericuță” se datorează poziției sale ridicate, dând impresia unei bisericuțe.
Peste drum este Valea Rece (numită în trecut Valea Putredă) unde, pe vremuri, era o moară. 
Crucea este făcută din piatră, iar îngrăditura din șipci vopsite în tricolor și acoperite cu tablă, purtând următoarea inscripție: „Slăvitei Tale Învieri Cristoase, s-a ridicat această Sfântă cruce de grupul Junilor Bătrâni în a.1945”.

### Crucea Mușicoiului

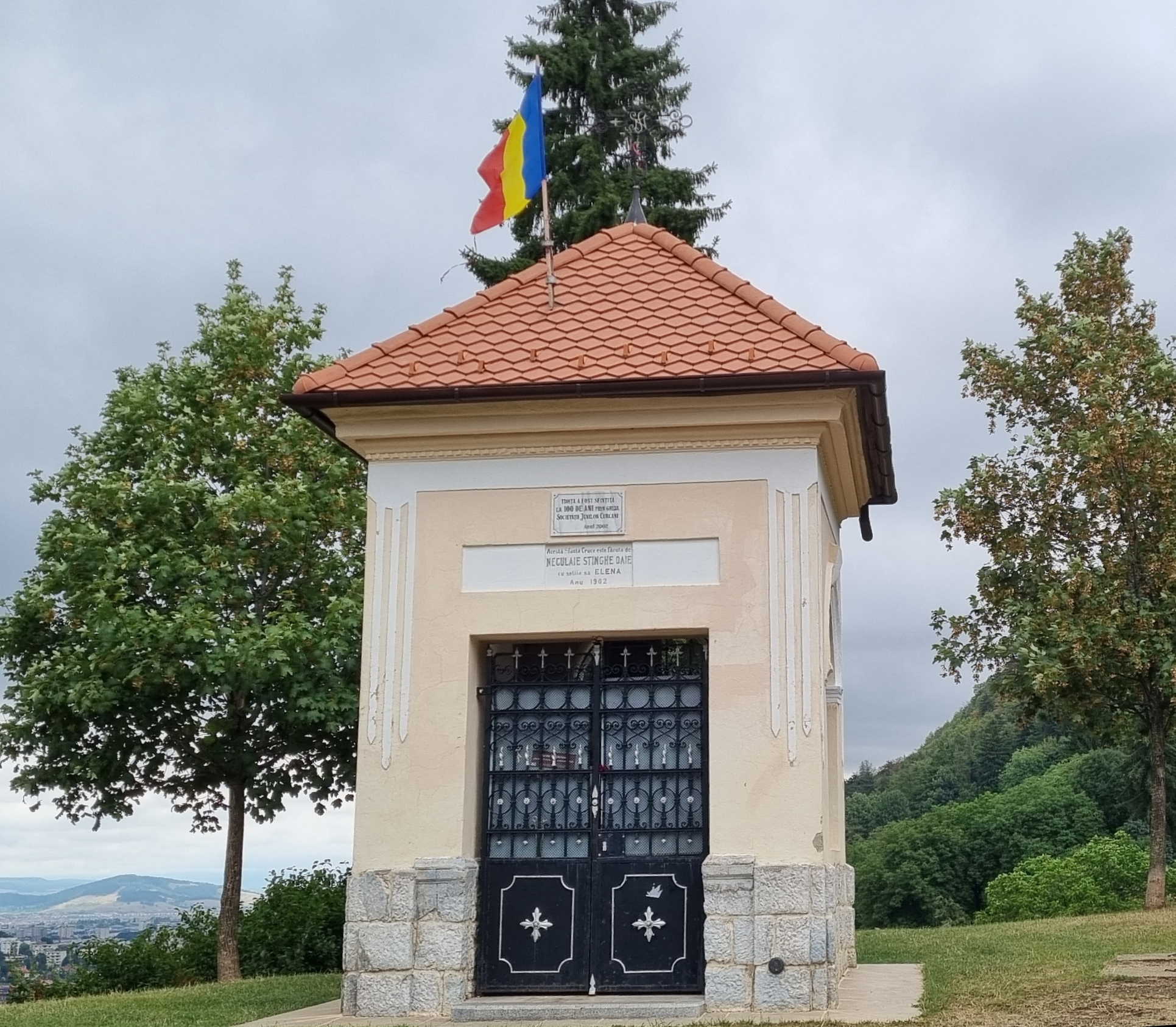
Crucea Mușicoiului

Crucea Mușicoiului este situată pe o pajiște de la poalele Tâmpei, la ieșirea din strada Curcanilor și este sub îngrijirea Junilor Curcani. Conform inscripțiilor în grafie chirilică, destul de bine păstrate, crucea a fost ridicată din piatră în anul 1671 de urmașii protopopului Băilă, în cinstea Preacuvioasei Parascheva.
Inscripția slavonă „Prin Tine Maică, este știut, s-a mântuit Cel după asemănare”, este urmată de o inscripție românească, în grafie chirilică: „Cu vrerea Tatălui, cu ajutorul Fiului și cu săvârșitul Sfântului Duh, într-una Sfântă Troiță nedespărțită această sfântă cruce întru numele Sfintei Propodobneai Paraschivei, ca să fie întru pomenire de veci msța deh 24, văleat 7180”. Alte inscriții chirilice se află în parțile laterale și pe spatele crucii, una dintre ele referindu-se la renovarea crucii din anul 1902.
Pictura din interior, conținând diverse scene biblice, este destul de bine conservată.
Junii Curcani organizează jocuri strămoșești în fiecare an la Crucea Mușicoiului în ziua de „Sânchetru” (Sfinții Petru și Pavel - 29 iunie).
Troița este nominalizată ca monument istoric cu cod LMI BV-IV-m-B-11878.

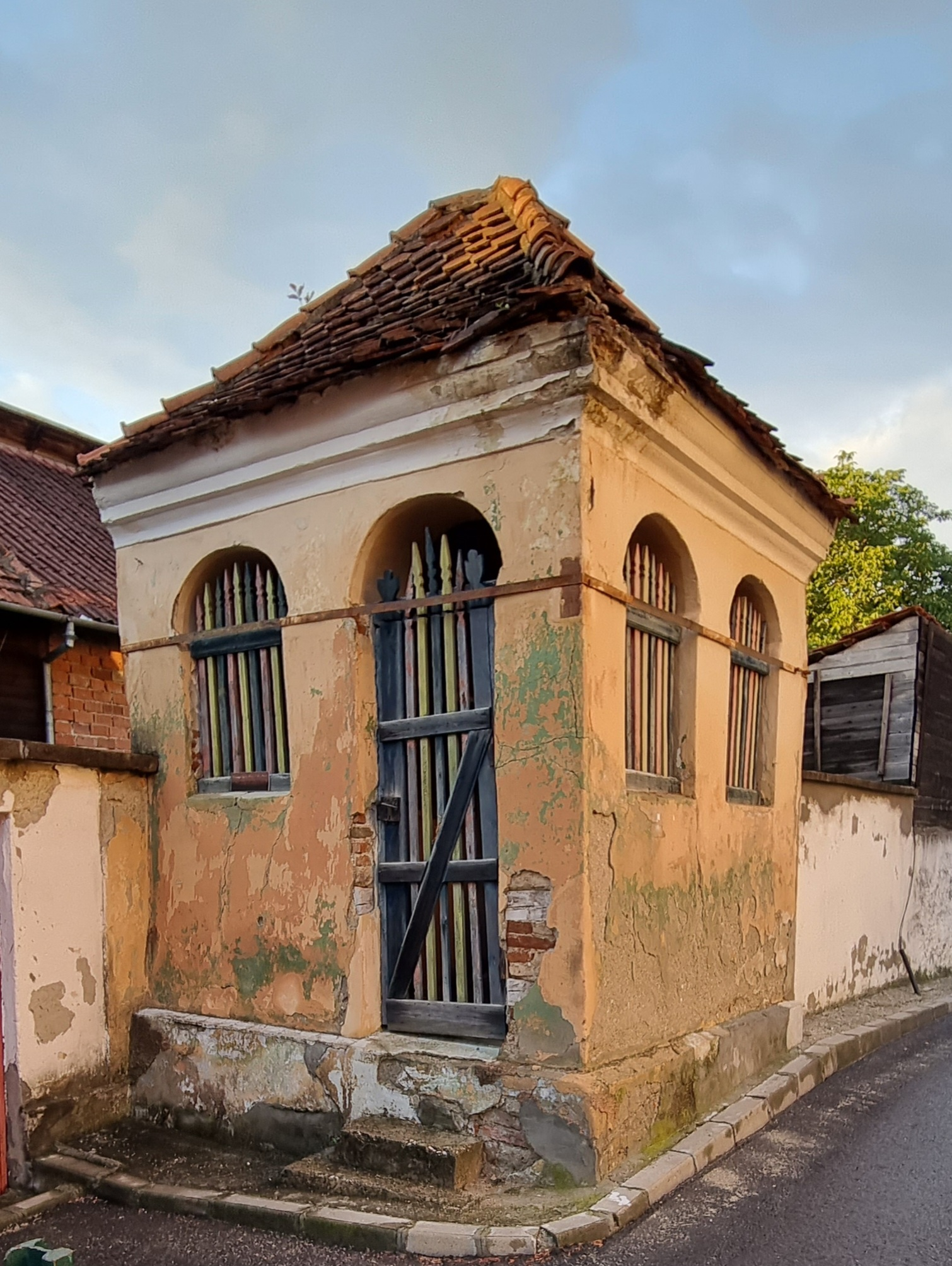
Crucea din Grui

### Crucea din Grui
Crucea din Grui, cea de a doua troiță a Junilor Curcani, numită și „Crucea de la Știm”, este situată la întâlnirea străzilor Curcanilor și Coastei, pe strada Curcanilor la nr. 46.
Aceasta a fost ridicată la anul 1781, împrejmuită cu zid, pictată pe dinăuntru, având câteva nișe în zid, de asemenea pictate. Se presupune că în interior se oficiau servicii divine, cum ar fi sfințirea apei. Inscripția (în grafie chirilică) confirmă vechimea și ctitorul ei, fiind una din cele mai vechi troițe din Șchei: „Cu vrerea tatălui și cu ajutorul Fiului și cu îndemnarea Sfântului Duh, s-au întemeiat și s-au zugravit aceasta sfântă și dumnezeiască cruce cu toată cheltuiala la șapte frați Voina, anume: Ion Voina, Dumitru, Neculae, Gheorghe, Vasiu, Petre, Pandele. Veșnica pomenire. 1781 mai 20”.
Pictura originală din interiorul troiței, deteriorată pe alocuri, reproduce pe boltă Încoronarea Maicii Domnului, un sobor de sfinți, iar de jur împrejur 20 de medalioane cu sfinți din Vechiul Testament, urmate într-un alt registru de alte scene din Noul Testament. Pe cruce se mai pot descrifra scene reprezentând Patimile lui Isus, Răstignirea și Învierea.
Troița este nominalizată ca monument istoric cu cod LMI BV-IV-m-B-11881.

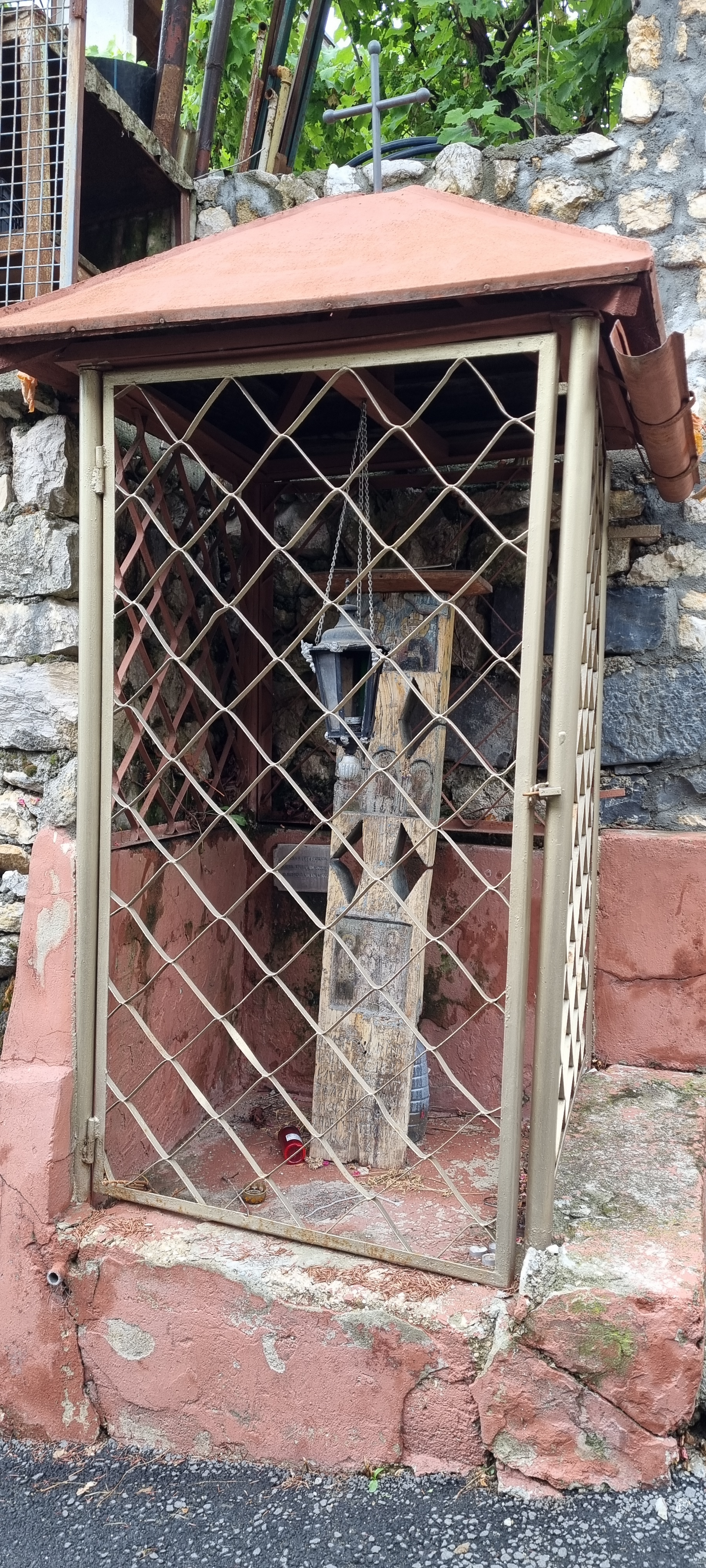
Crucea de pe Curcanilor

### Crucea de pe Curcanilor
Crucea de pe Curcanilor, cunoscută și sub numele de „Crucea de la Hiroadă”, cea de a treia troiță a Junilor Curcani, este situată tot pe strada Curcanilor, la nr.29 și este construită din lemn de esență tare, datând din anul 1867.
Pe cruce se poate descifra o inscripție în grafie chirilică: „Această cruce s-a ridicat în numele Tatalui și al Fiului și al Sfântului Duh. Amin, de Gheorghe Tanasie în anul 1867”. Alături se află și o inscripție în grafie latină, care menționează că a fost renovată în anul 1761 și refăcută în 1922 de Junii Curcani. Crucea a fost pictată, dar pictura s-a deteriorat în timp.
Troița este nominalizată ca monument istoric cu codul cod LMI BV-IV-m-B-11880.

### Troița Junilor Roșiori
Troița Junilor Roșiori, cunoscută și sub numele de „Crucea lui Furnică” se găsește pe un platou situat lângă drumul Poienii, în locul numit „La Pietriș”.
Actuala troiță de la Pietriș a fost construită în anul 1939 pe locul unei mai vechi troițe, distrusă în timp. Crucea interioară este protejată de o capelă de zid, pe frontispiciul căreia stă scris: „Troița Grupului de Roșiori - Monument istoric”. 

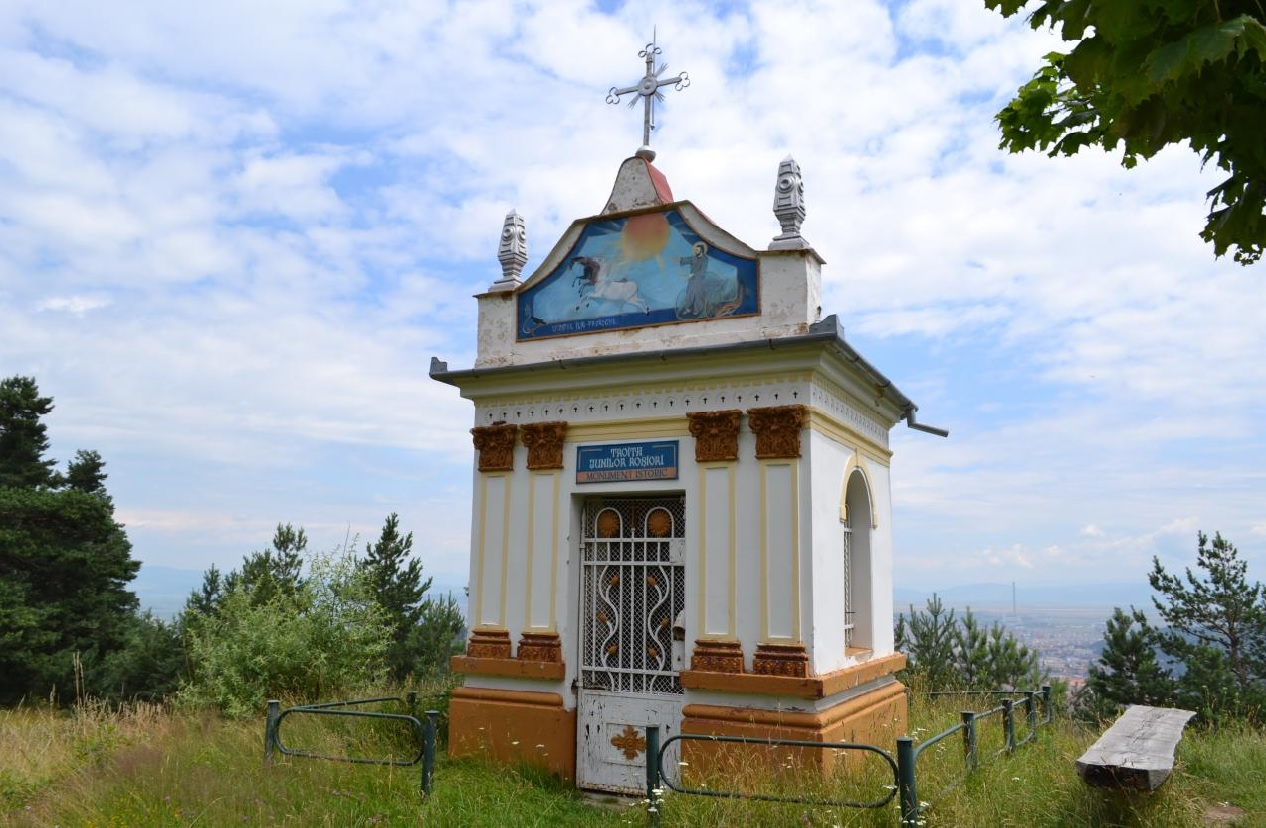
Troiţa Junilor Roşiori

În interior, pe peretele de sud al capelei se poate citi inscripția în grafie latină: „Cu voia Tatălui, cu ajutorul Fiului și cu săvârșirea Sfântului Duh s-a ridicat această sfântă cruce împreună cu adăpostul ei întru slava Sfântului Ilie de robii lui Dumnezeu Dumitru și Paraschiva Furnică, în zilele Măriei Sale Carol al II-lea și a P.S. Sale Arhiepiscopului și Mitropolitului dr. Nicolae Bălan, în locul sfintei cruci celei vechi de la 1909, care a fost ridicată de Iosif Notar și soția sa Paraschiva, născută Barbu. Lucrarea s-a terminat la 20 iulie 1930”.
Crucea din piatră este pictată, redând scena Răstignirii lui Isus. Pe perete sunt scenele bisericești, reprezentând pe Arhanghelul Mihail și Sf. Parascheva. 
Pe vremuri, în ziua de Sfântul Ilie sau în duminica următoare, aici se făceau procesiuni de sfințire a apei, după care ctitorii troiței cinsteau oaspeții cu gustări și cu câte un pahar de vin. În prezent  Junii Roșiori merg la Pietriș doar în ziua de Paști.
Troița este nominalizată ca monument istoric cu codul cod LMI BV-IV-m-B-11865.

### Troița de pe Coasta Prundului
Troița de pe Coasta Prundului, datând din anul [[1711] se află sub îngrijirea Junilor Tineri și este așezată pe o înălțime, într-o poziție vizibilă din centrul Brașovului. 
Crucea este cioplită din piatră și sculptată. Pe partea frontală a crucii se află gravate inscripțiile ctitoricești: „Cu vrerea Tatălui și cu ajutorul Fiului și cu îndrumarea Sfântului Duh s-au ridicat această sfântă și dumnezeiască cruce întru slava și cinstea marelui Mucenic Dimitrie. Iulie, 25, 1711”.
Pe părțile laterale ale crucii este menționat pomelnicul familiei ctitorului Hagi Șandru, mare negustor șcheian din veacul al XVIII-lea, pelerin la locurile sfinte.
În spatele crucii o inscripție slavă menționează: „Întru slava și cinstea marelui Mucenic Dimitrie s-au zugrăvit și s-au acoperit această sfântă și dumnezeiască cruce de dumnealui jupân Șandru și soția dumnealui Paraschiva, întru veșnica pomenire, leat 1780 aprilie 8”. 
Deasupra troiței, în grafie latină, o altă inscripție confirmă aceiași ctitori dar un alt an (1713), precum și data renovării acesteia, în anul 1901.

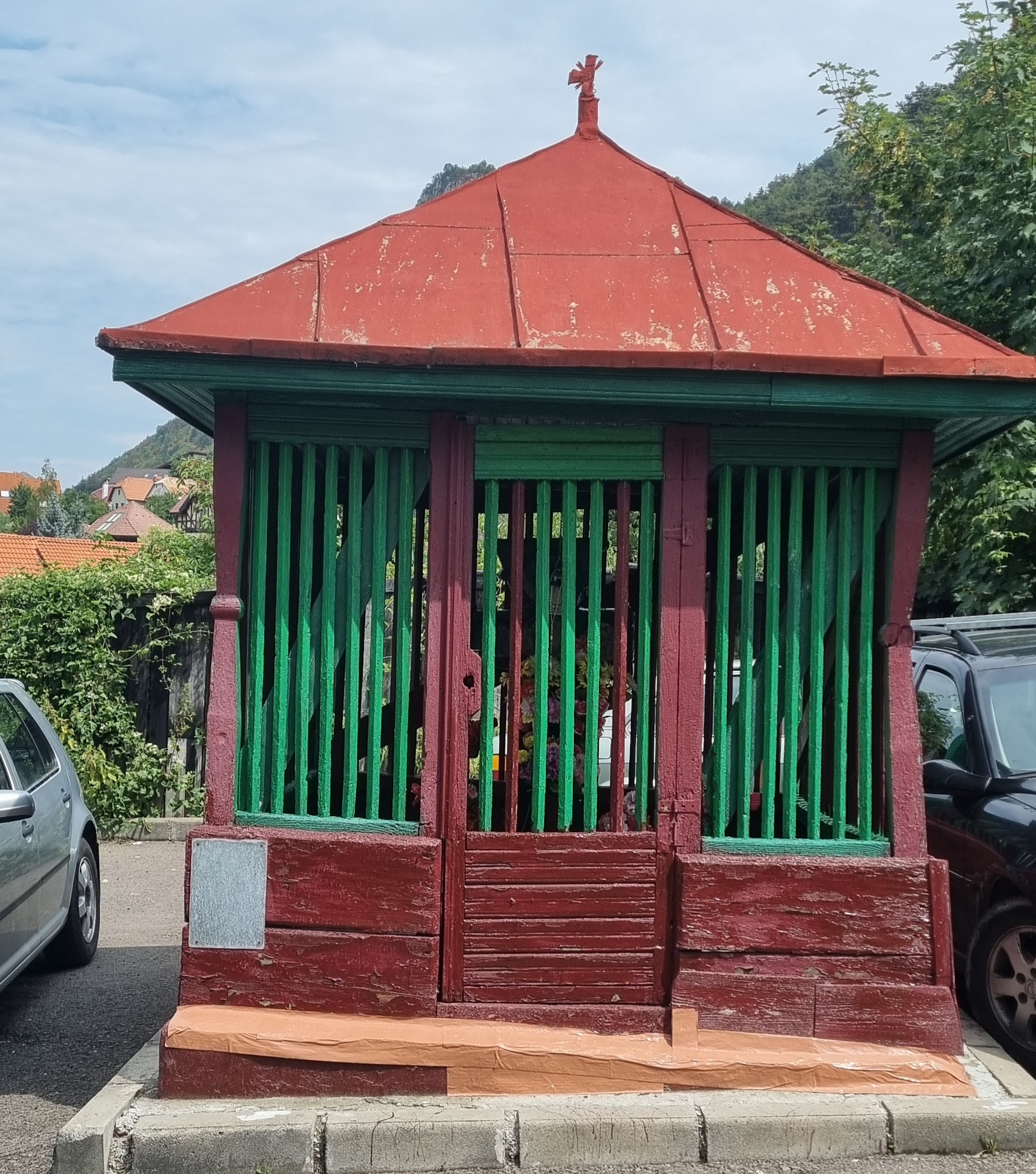
Crucea de pe Pajiștei

Crucea este împrejmuită cu pereți din zid și acoperită cu țiglă. Pe placa de marmoră de pe frontispiciul capelei se poate citi inscripția: „Această cruce, ridicată în anul 1711 de Șandru; s-a renovat iarăși și s-a închis în această capelă de către Vasile Muntean Duloicu și soția sa Paraschiva, a(nul) 1906”. Inițial capela a fost pictată atât în interior cât și în exterior, dar ulterior a fost doar văruită.

### „La ăle două cruci”
Troița pe care o protejează Junii Naționali Albi poartă numele popular „La ăle două cruci”, după cum au rămas de mult încetățenite în conștiința localnicilor cele două troițe din apropierea bisericii „Sfânta Treime” - Pe Tocile. Deși unele mărturii orale confirmă prezența aici a două troițe, astăzi mai există doar o singură troiță, la care se ajunge pe drumul „După Grădini”, numit astfel deoarece ocolea grădinile pe partea de sus de sub deal.
Crucea din piatră ridicată în anul 1896 menționează în grafie latină anul și ctitorii: „Această sfântă Cruce s-a ridicat pe cheltuiale D-lui Vasile Munteanu și a soției sale Paraschiva, născută Pitiș la anul Domnului 1896, ca să rămână întru pomenirea lor, să fie mângâietoare sfântă tuturor creștinilor”.
Imaginea acestei troițe a fost reprodusă în anul 1929 într-o lucrare dedicată Transilvaniei. 
Locuitorii din zona Tocilelor ies aici în fiecare an, în Duminica Floriilor într-o festivitate creștină.

### Crucea de pe Cacova
Crucea de pe Cacova, situată pe strada general Traian Moșoiu nr.22, în zona Junilor Roșiori, este nominalizată ca monument istoric cu codul cod LMI BV-IV-m-B-11896.

### Crucea de pe Pajiștei
Crucea de pe Pajiștei se găsește pe strada Pajiștei nr.61 și este declarată monument istoric cu codul cod LMI BV-IV-m-B-11899.

## Galerie de imagini

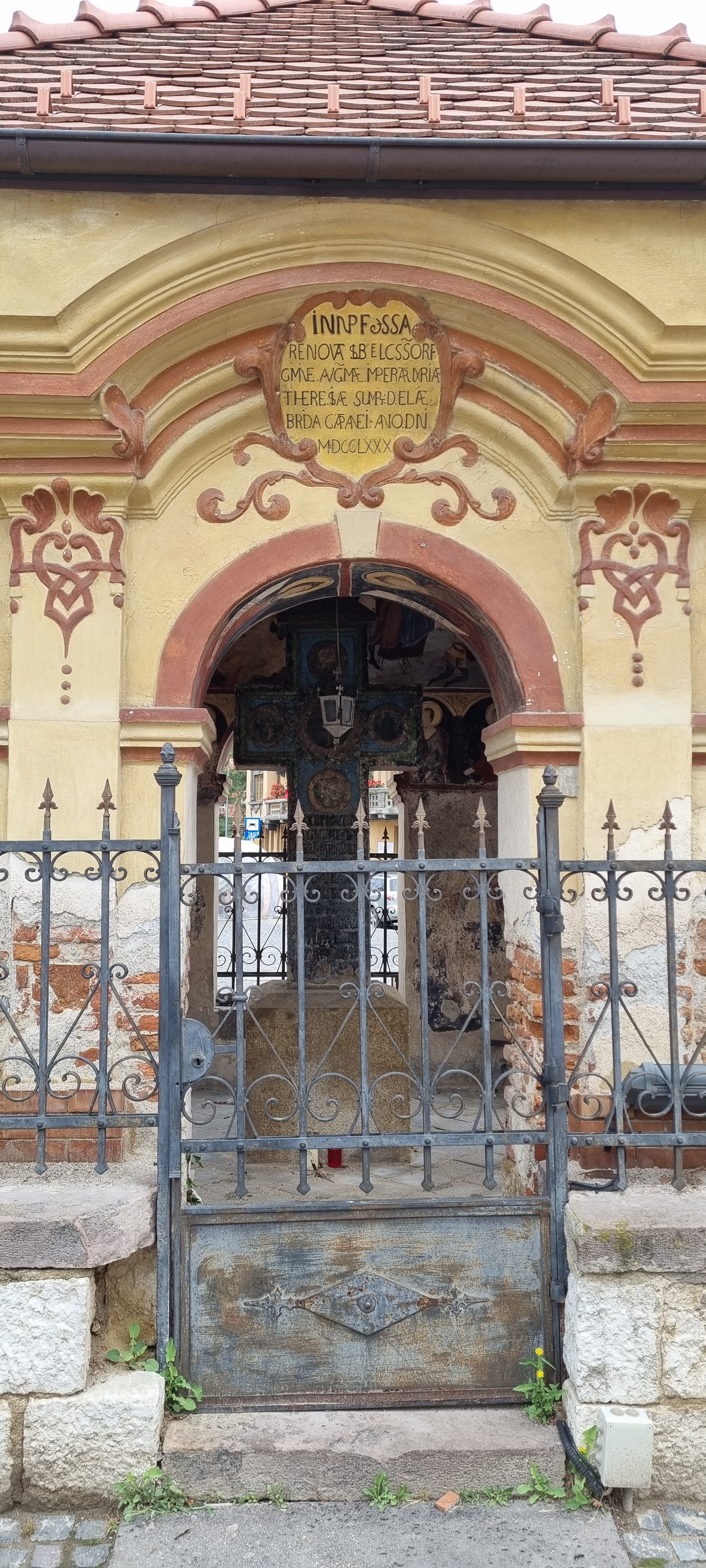
Troița căpitanului Ilie Birt din Piața Prundului
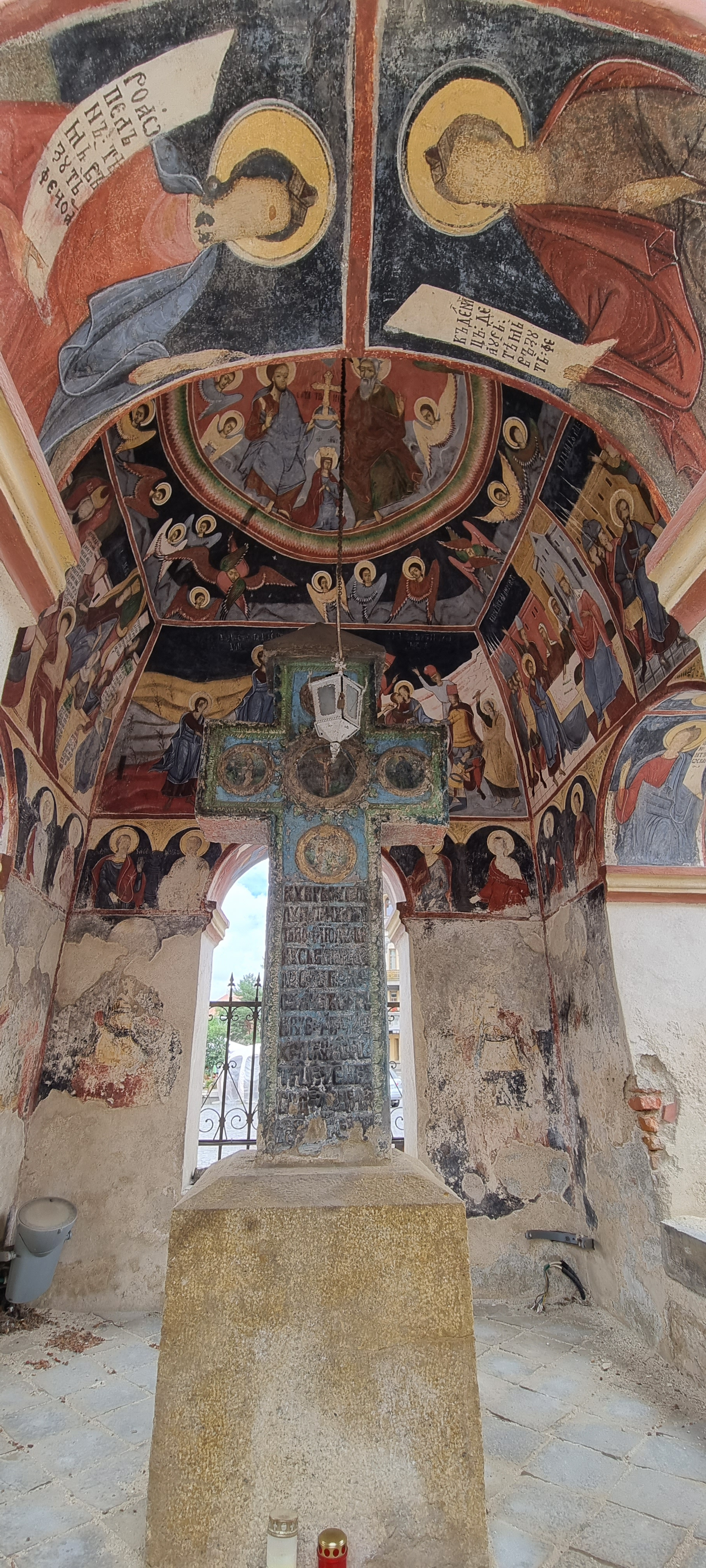
Troița căpitanului Ilie Birt din Piața Prundului
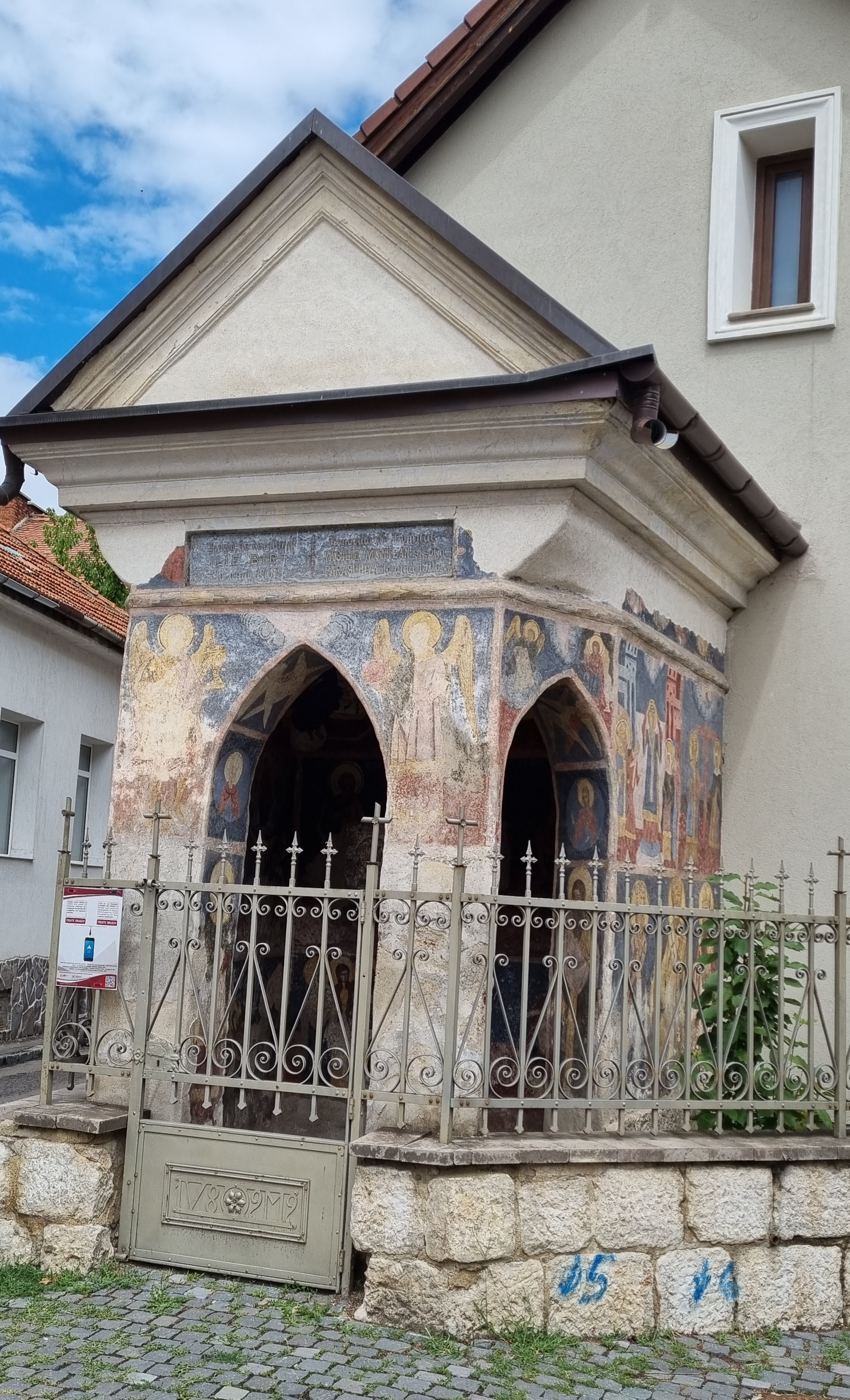
Troița căpitanului Ilie Birt de pe Tocile
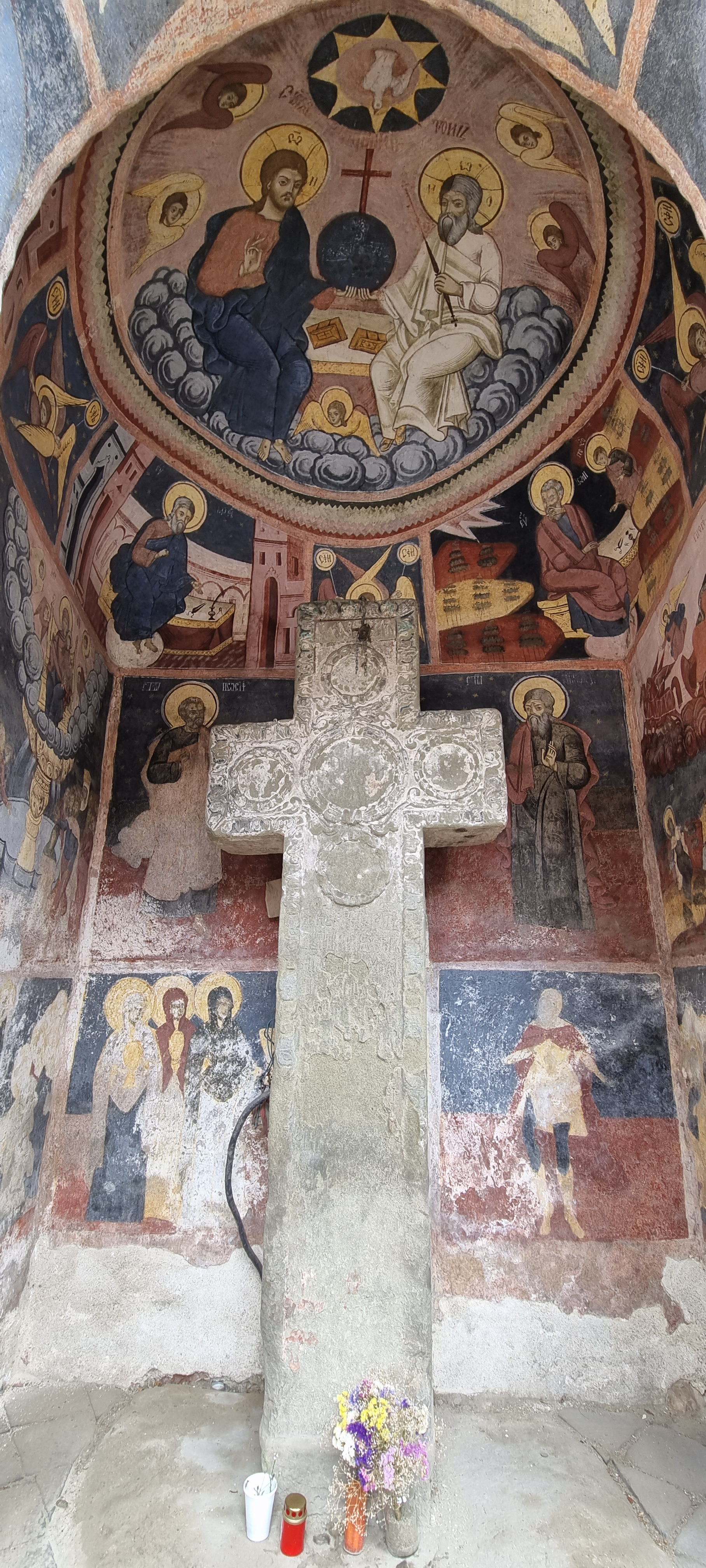
Troița căpitanului Ilie Birt de pe Tocile
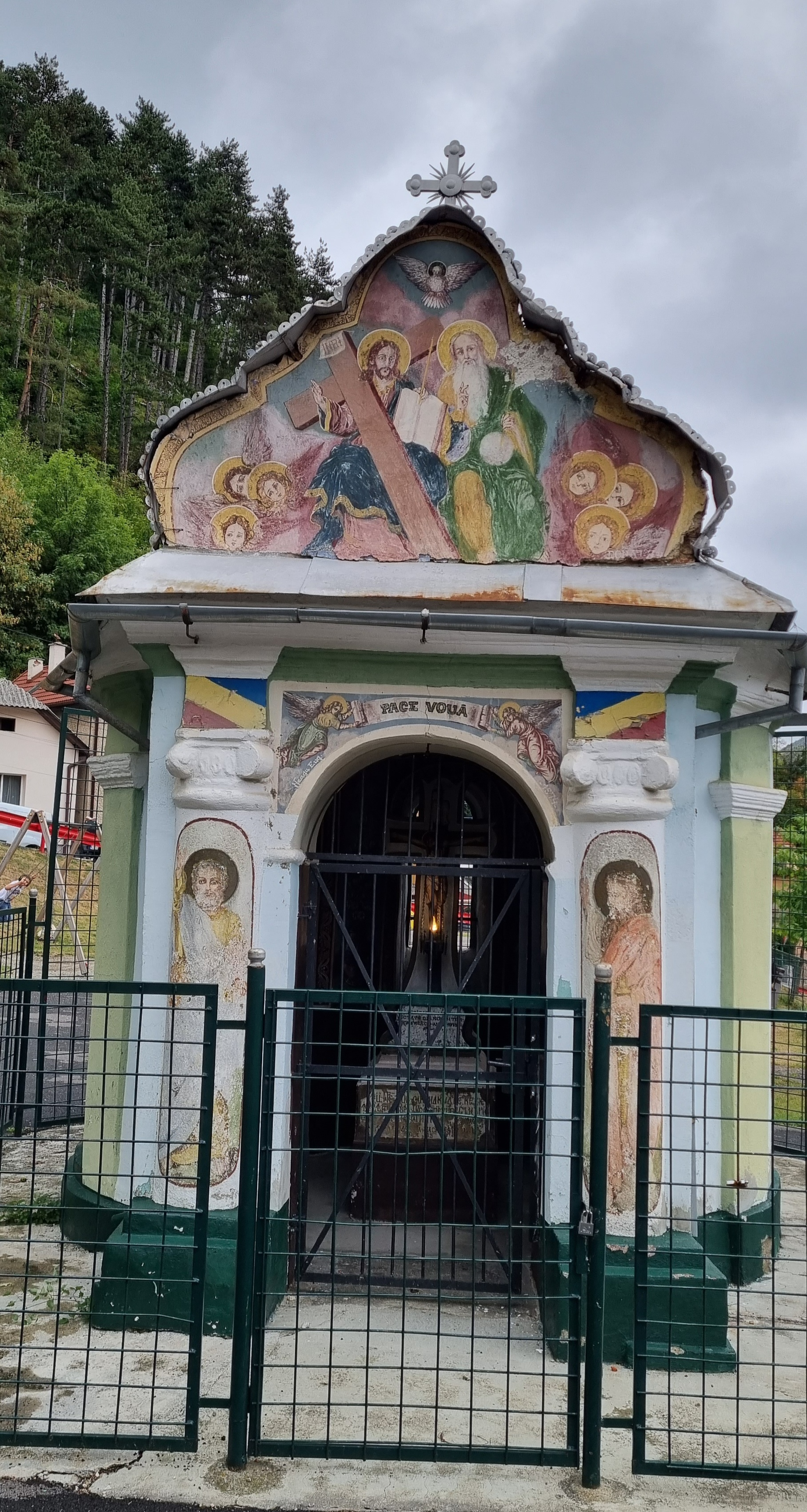
Troița din Variște
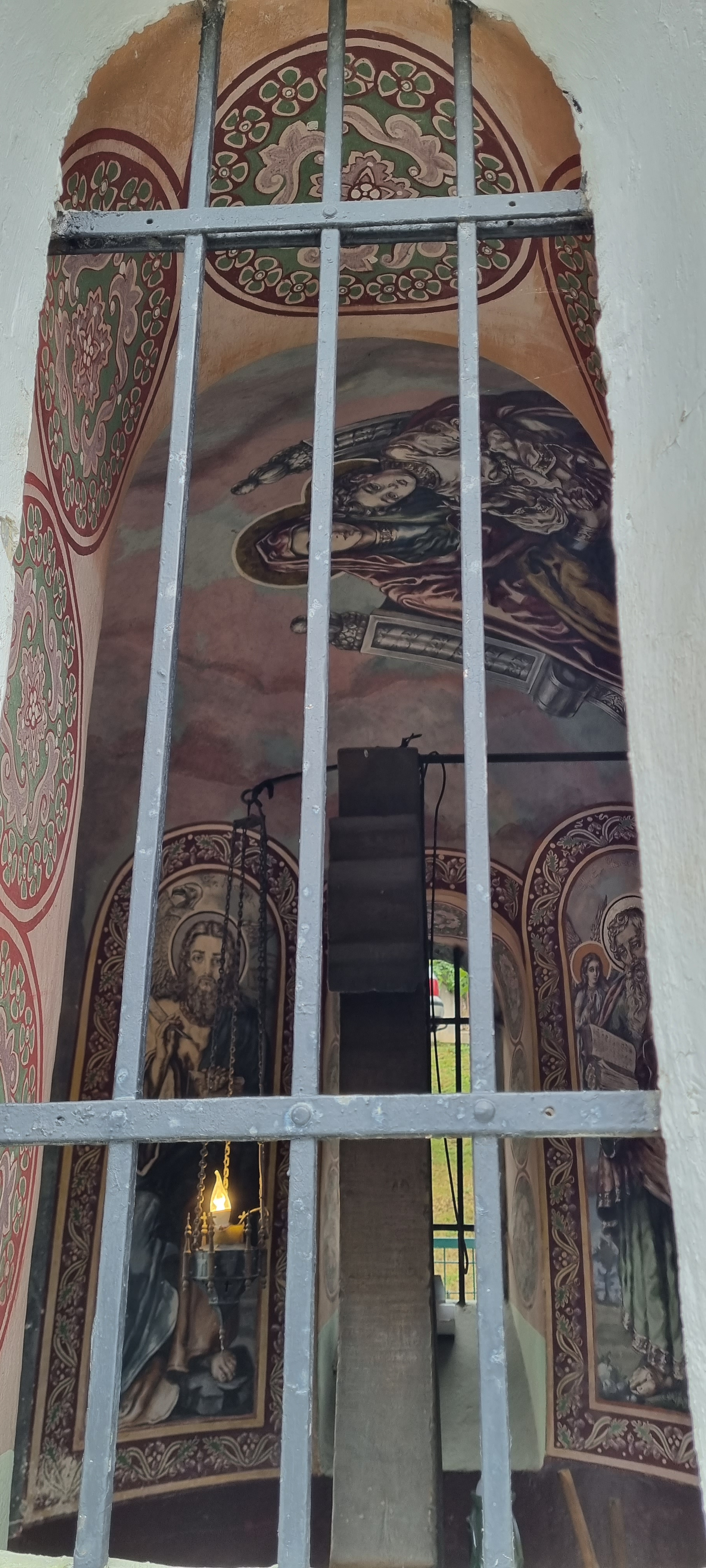
Troița din Variște
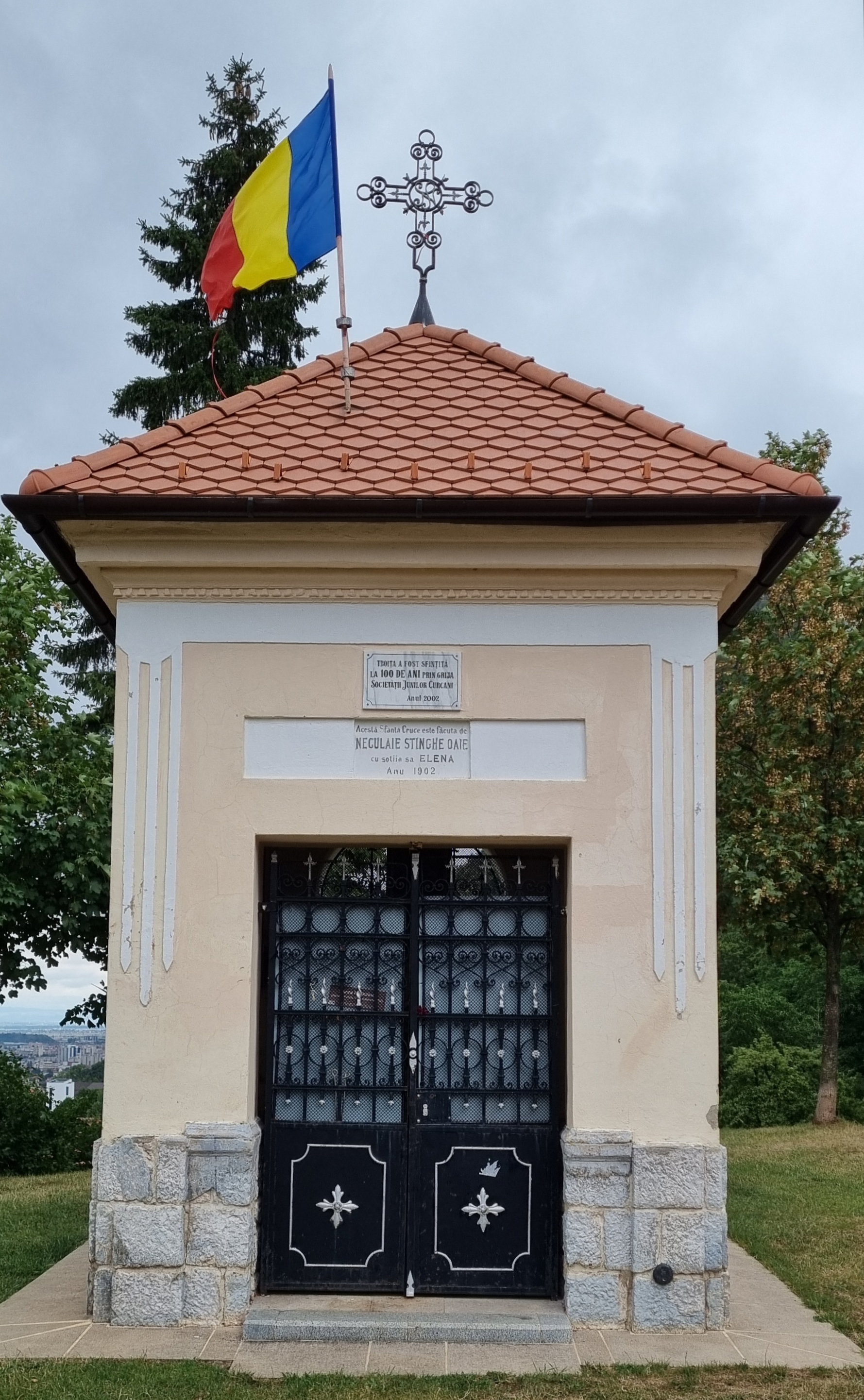
Crucea Mușicoiului
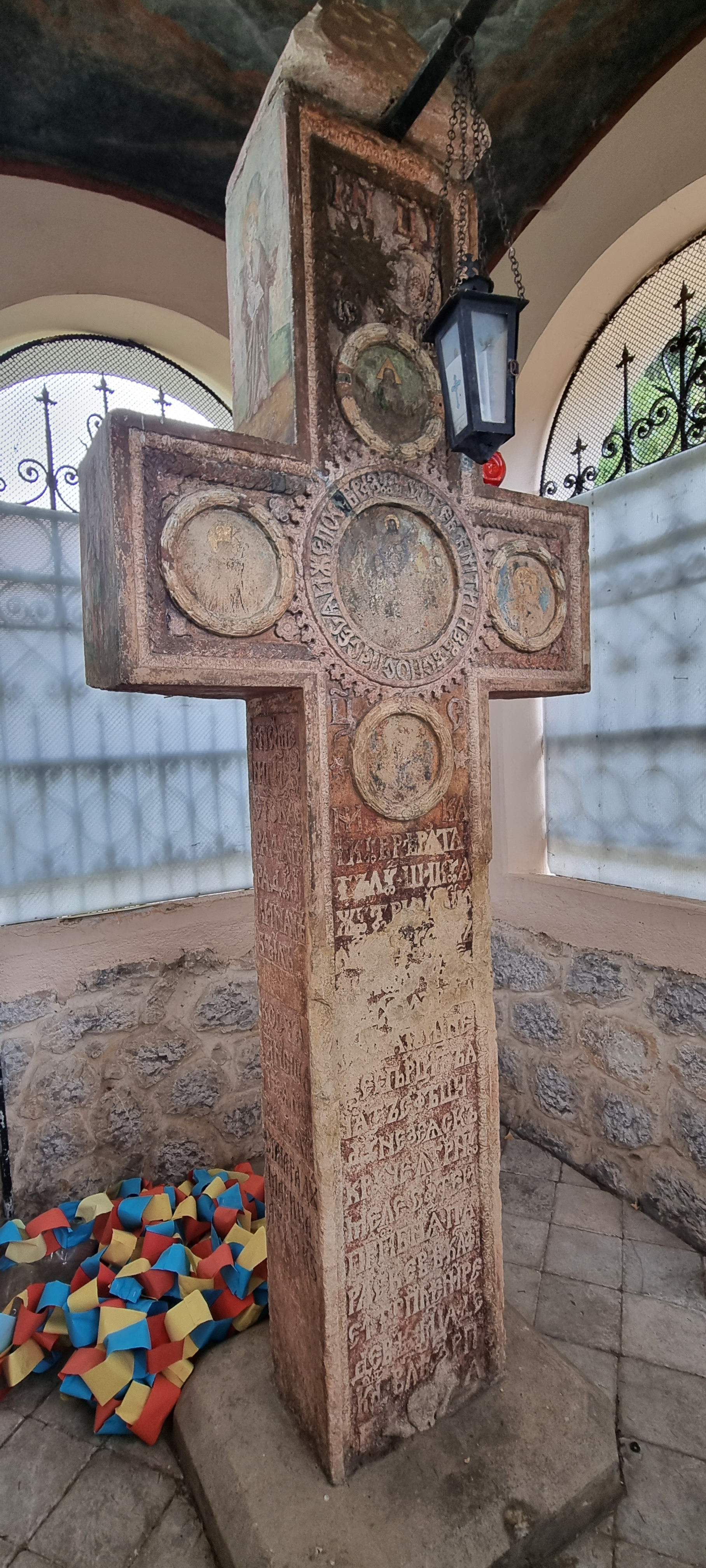
Crucea Mușicoiului
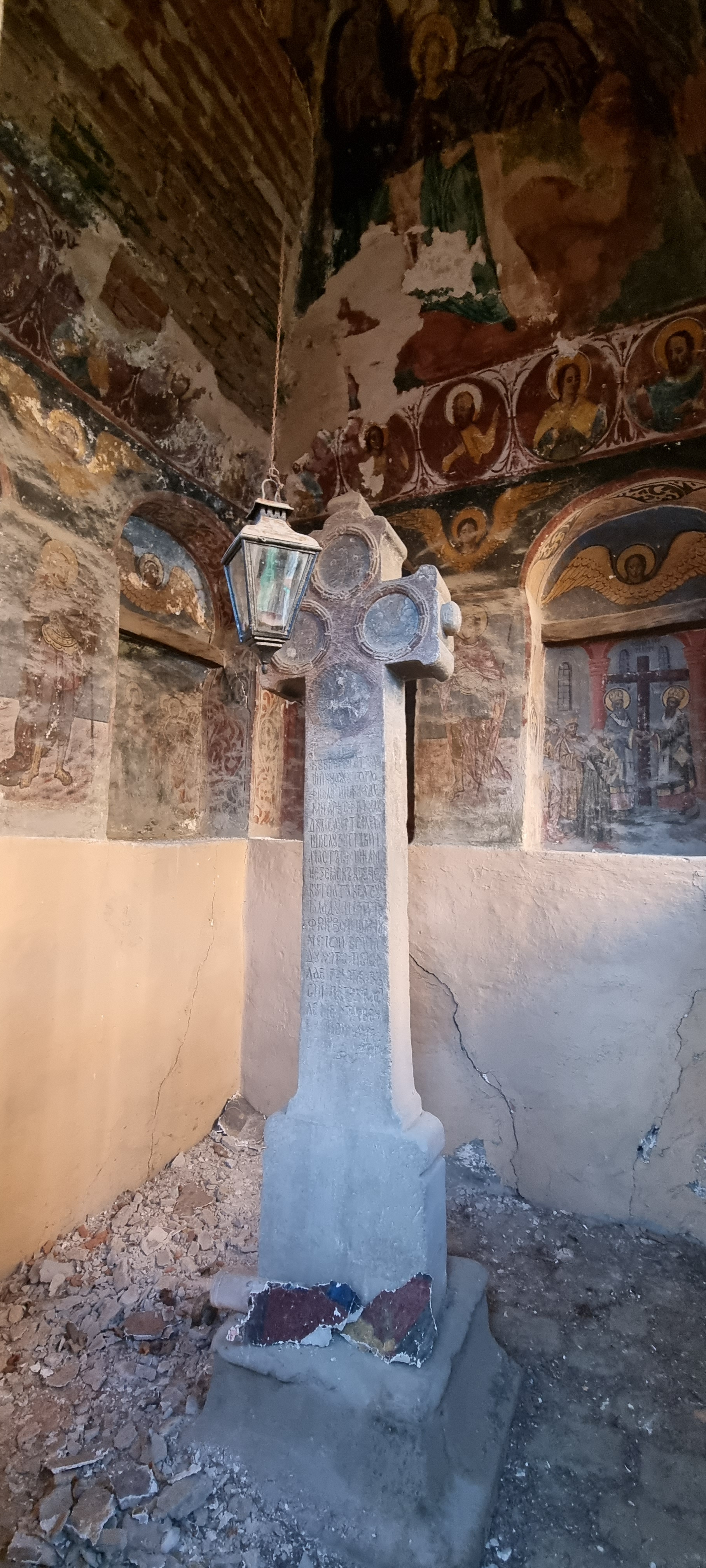
Crucea din Grui (de la Știm)
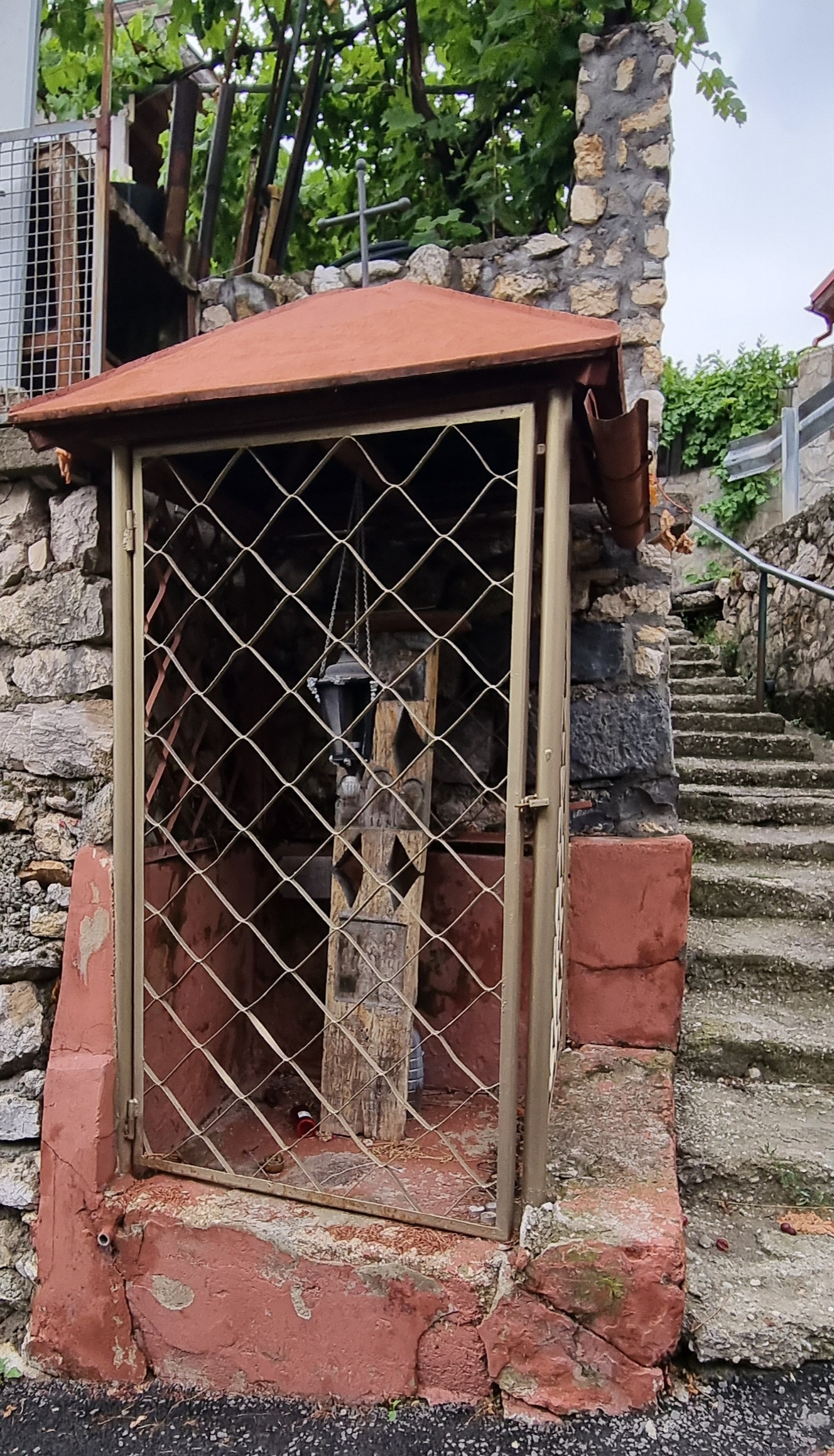
Crucea de pe Curcanilor
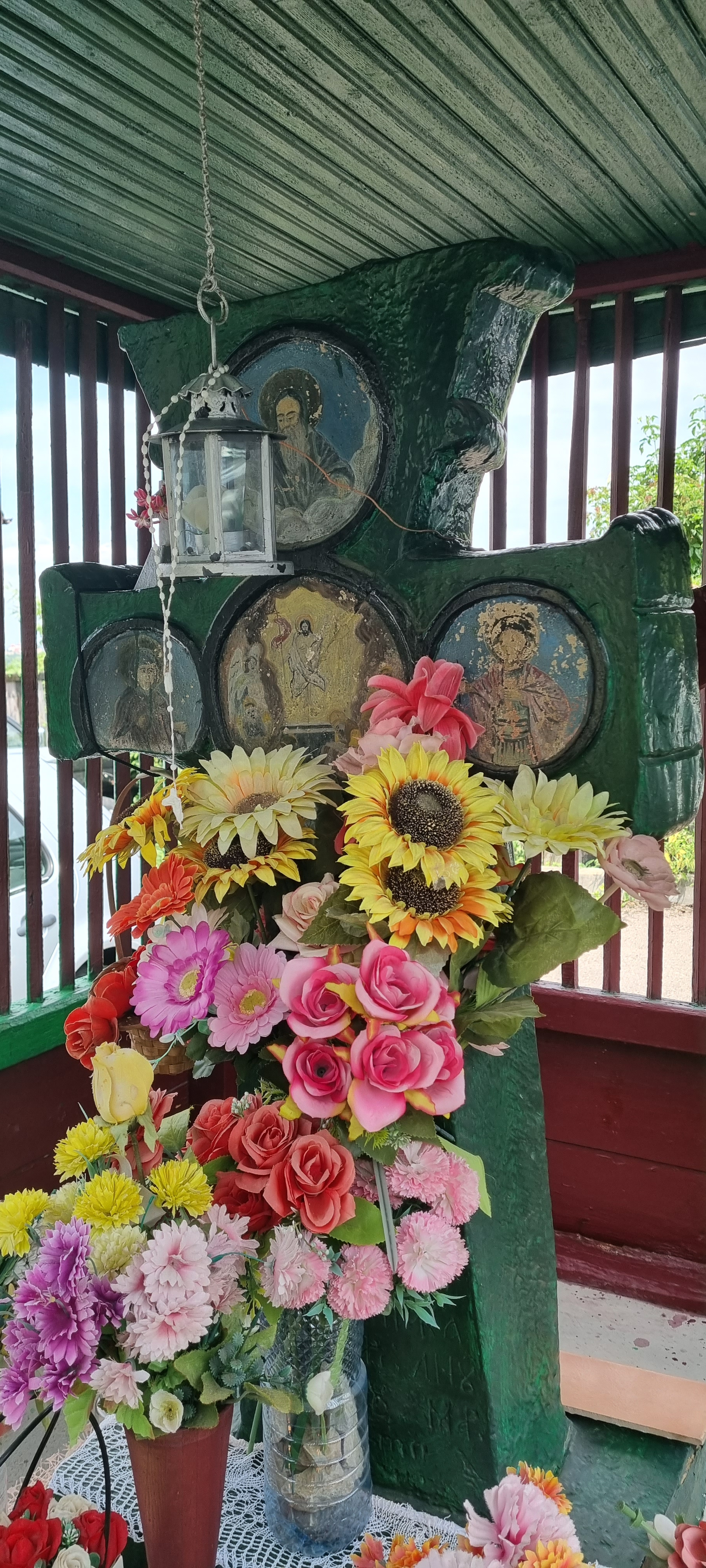
Crucea de pe Pajiștei
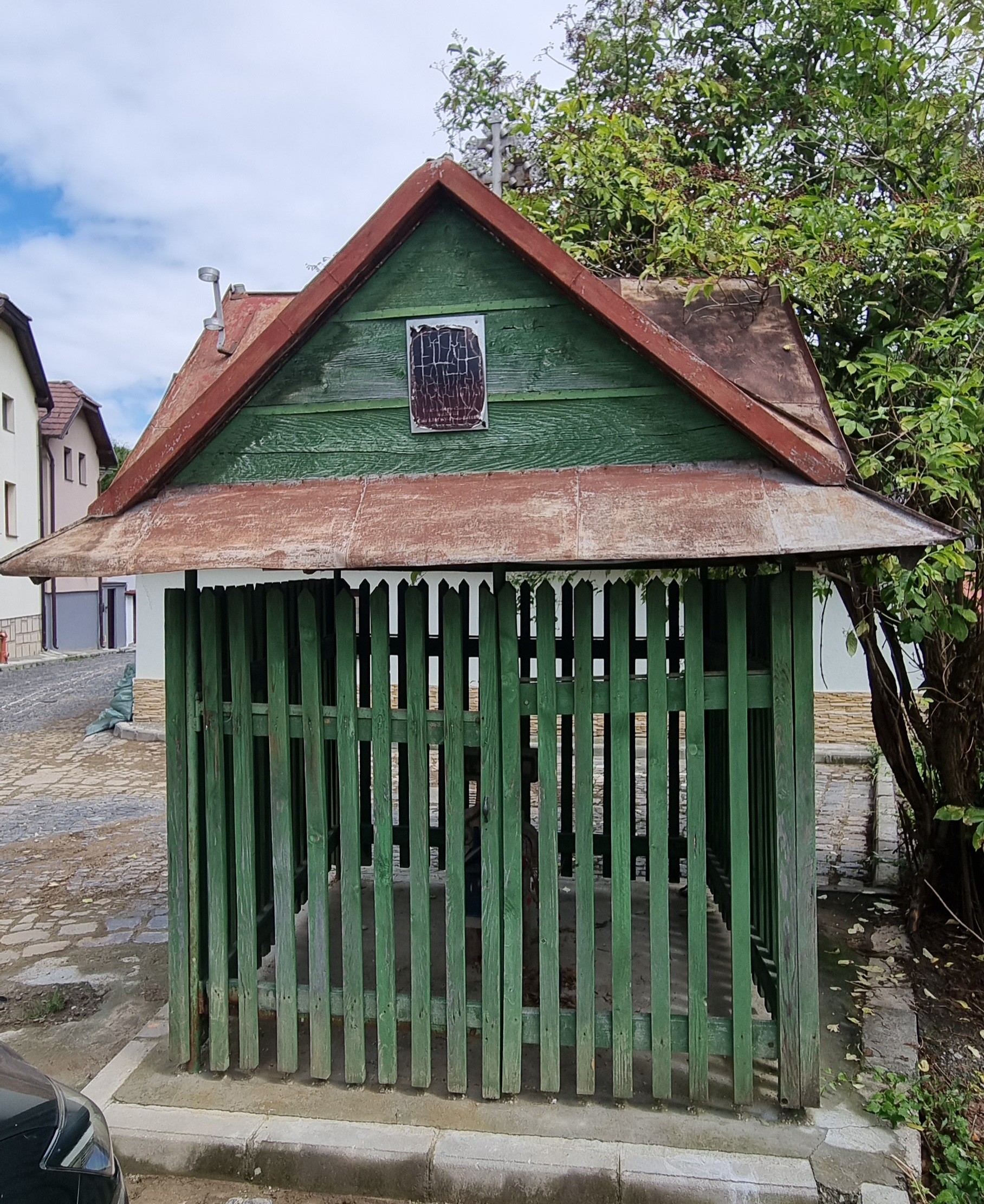
Crucea de pe Cacova
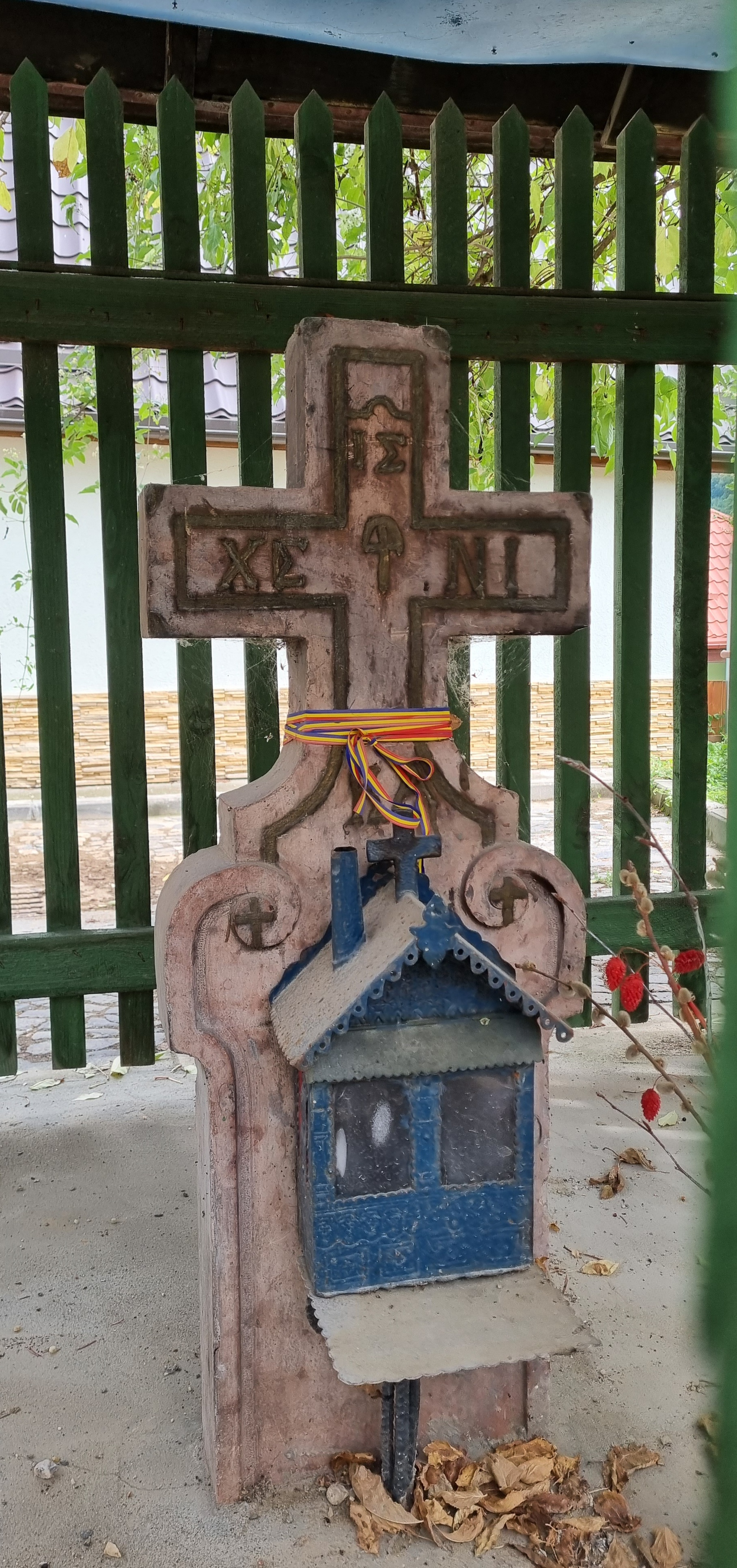
Crucea de pe Cacova
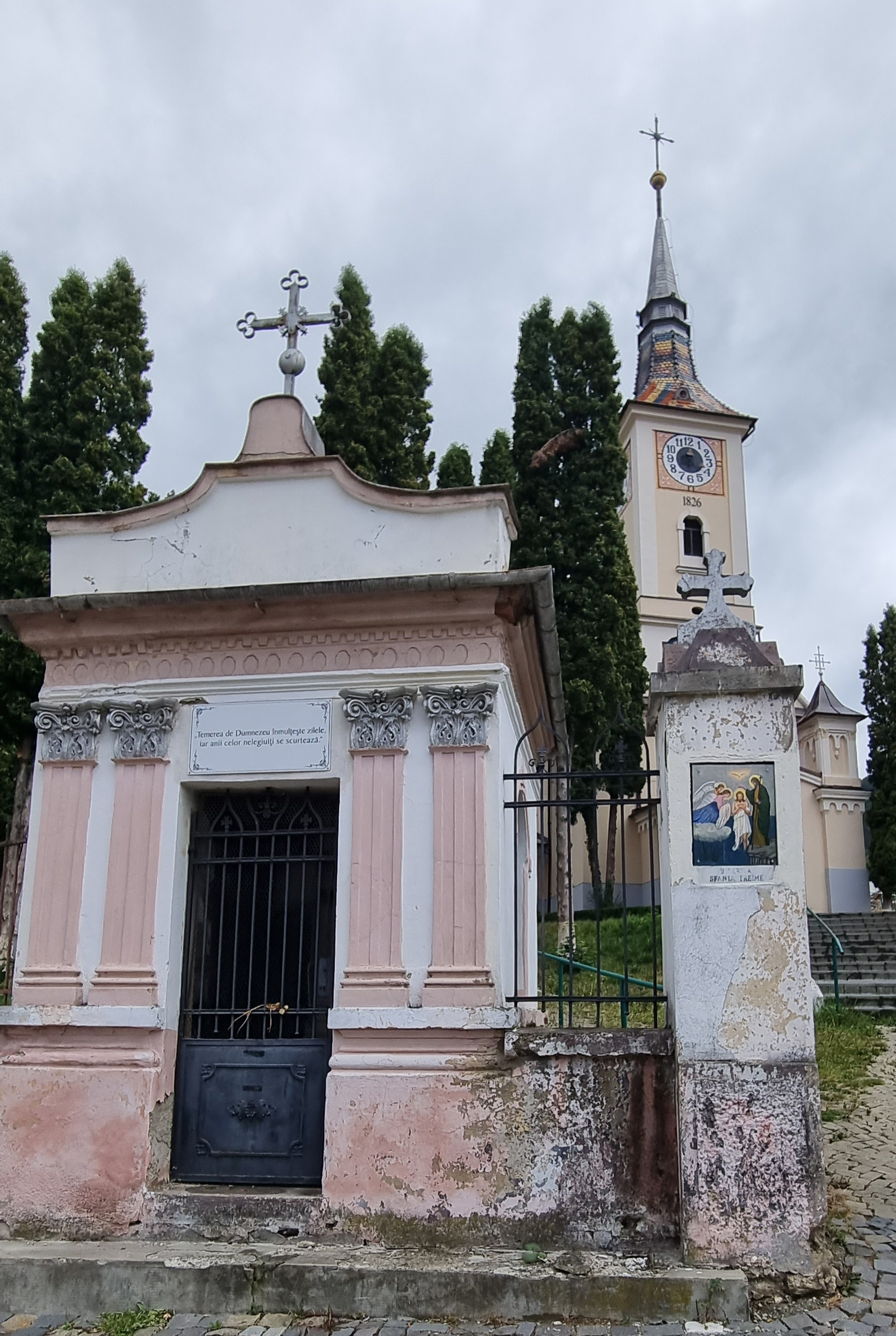
Crucea de pe malul Bisericii
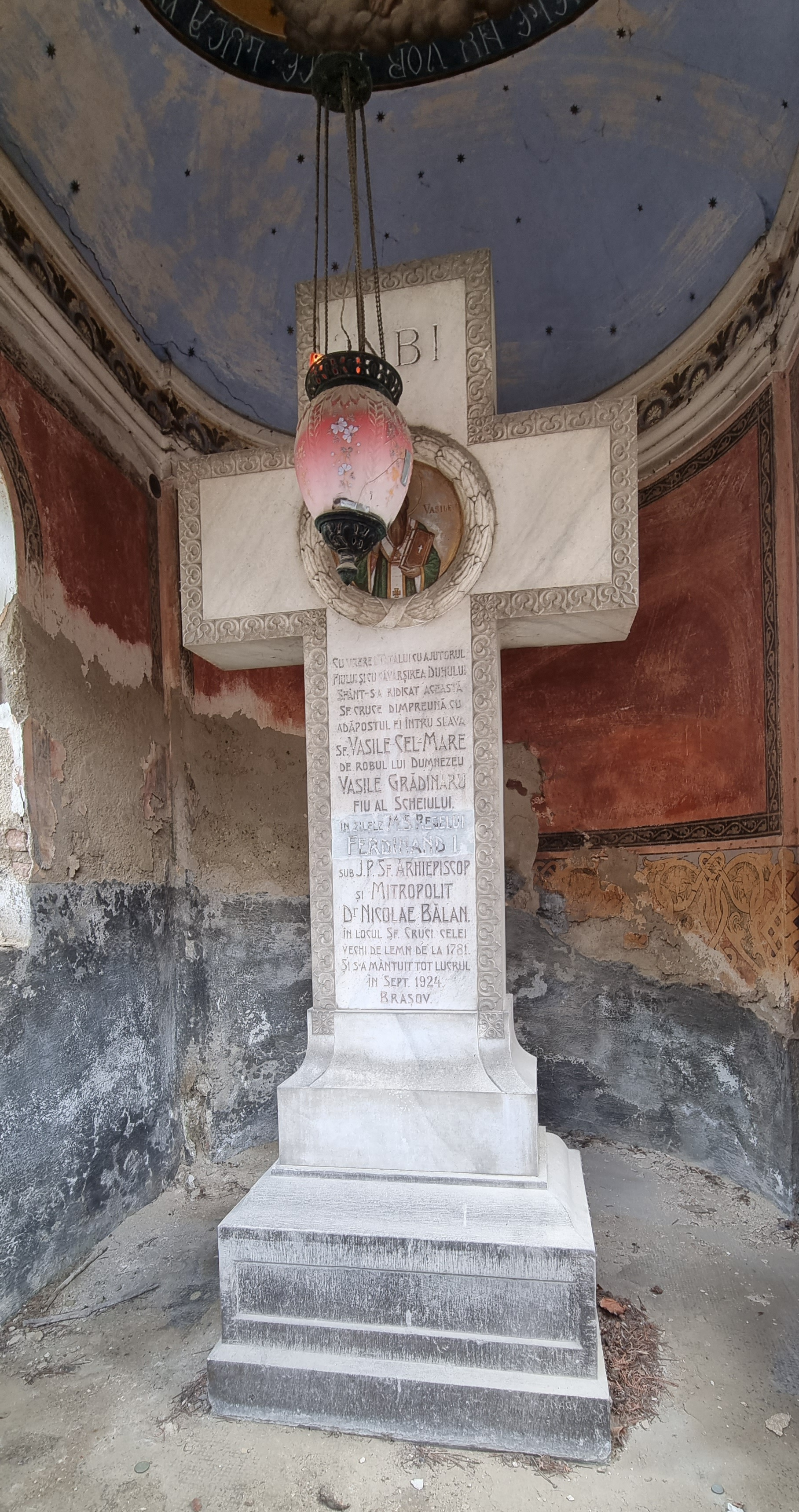
Crucea de pe malul Bisericii